# Рильськ-Дужи
Рильськ-Дужи (пол. Rylsk Duży) — село в Польщі, у гміні Реґнув Равського повіту Лодзинського воєводства.
Населення — 230 осіб (2011).
У 1975-1998 роках село належало до Скерневицького воєводства.

## Демографія
Демографічна структура станом на 31 березня 2011 року:
|          | Загалом | Допрацездатний вік | Працездатний вік | Постпрацездатний вік |
| -------- | ------- | ------------------ | ---------------- | -------------------- |
| Чоловіки | 116     | 26                 | 82               | 8                    |
| Жінки    | 114     | 31                 | 61               | 22                   |
| Разом    | 230     | 57                 | 143              | 30                   |